# Mindre fläckkivi
Mindre fläckkivi (Apteryx owenii) är en fågel i familjen kivier inom ordningen kivifåglar.

## Utseende och läten
Mindre fläckkivin är med en kroppslängd på 30 cm minst i familjen och liksom övriga flygoförmögen utan synliga vingar. Fjäderdräkten är brungrå med tunn vågrät vit fläckning. Benen är bleka och näbben lång och elfenbensfärgad. Lätet är hos hanen en ljus, stigande vissling, hos honan ett mörkare och mer darrande spinnande läte.

## Utbredning
Innan européerna anlände förekom arten i skogsmarker över hela Nya Zeeland. Idag förekommer den endast dels på åtta utliggande och predatorfria öar dit den har introducerats, dels på Sydön dit den har återintroducerats. Den starkaste populationen finns idag på Kapiti Island.

## Status
Fram till 2008 ansåg internationella naturvårdsunionen IUCN att den mindre fläckkivin var hotad och placerades i kategorin sårbar. Efter intensiva bevarandeinsatser har populationer etablerats på åtta utliggande öar och två lokaler på fastlandet. Dessa fortsätter att öka i antal eller är stabila. Idag bedömer därför IUCN dess hotstatus som nära hotad. Världspopulationen tros bestå av 1500 vuxna individer.

## Namn
Fågelns vetenskapliga artnamn hedrar Sir Richard Owen (1804-1892), engelsk zoolog som skrev en monografi om kivifåglarnas anatomi.